# Remigio Silva Aranda
Remigio Silva Aranda (Lima, 28 de febrero de 1783 – Lima, 20 de noviembre de 1854) fue un militar y comerciante peruano, considerado uno de los próceres de la independencia del Perú. Se destacó como precursor de la inteligencia militar patriota debido a que durante las guerras de independencia obtuvo y transmitió información estratégica sobre las fuerzas realistas, labor que le valió el reconocimiento del libertador José de San Martín. Por sus servicios a la causa independentista recibió condecoraciones del Protectorado de San Martín y, en tiempos modernos, el Ejército del Perú lo ha designado patrono del Arma de Inteligencia.
Fue hermano de Mateo Silva Aranda y de Brígida Silva de Ochoa.

## Biografía
Nació en Lima el 28 de febrero de 1783, en el barrio de San Lázaro, actual distrito del Rímac; hijo de Toribio Silva Marín –un comerciante limeño– y de Manuela Castro Aranda. Creció junto a sus hermanos Mateo, que fue abogado, y Brígida, quienes también apoyarían la causa independentista en el Perú. Durante su juventud, colaboró con su familia en actividades agrícolas y comerciales.
A comienzos de la década de 1810 se enlistó en el Batallón de Milicias Fijo de Lima, por disposición del virrey José Fernando de Abascal. Mientras servía en esa unidad, la conspiración de independencia liderada por su hermano Mateo fue descubierta. Ambos fueron arrestados y confinados en las celdas subterráneas conocidas como «infiernillos» de la cárcel de Lima. Tras dos años de prisión y maltratos, Mateo Silva fue condenado a diez años de presidio y Remigio Silva obtuvo la libertad. Al salir de la cárcel se dedicó plenamente a la causa independentista, organizando sociedades secretas en Lima y destacando en la propaganda patriota y en la obtención de información militar.

## Carrera militar y política
Silva Aranda desplegó una intensa actividad clandestina en favor de la independencia del Perú. A partir de 1817 comenzó a reunir datos sobre los movimientos de las fuerzas realistas, infiltrándose incluso en dependencias del gobierno virreinal. En diciembre de 1819 redactó en Lima un documento titulado «Manifiesto que hace un ciudadano de Lima a los Estados de Buenos Ayres y Chile», en el que describió la situación política y militar del virreinato y propuso la liberación conjunta de Sudamérica.
En 1820 apoyó la expedición libertadora del general José de San Martín. Ese año se disfrazó de marinero y acompañó a la escuadra del almirante británico Thomas Cochrane, actuando como mensajero entre San Martín y los patriotas de Lima. Tras trasladarse a Chile con Cochrane, San Martín le confirió el grado de sargento mayor efectivo en el Ejército del Perú y lo incorporó a la expedición libertadora que partía hacia el Perú. Al regresar al país, San Martín lo premió el 12 de diciembre de 1820 con el nombramiento de Contador de la Dirección General del Tabaco y lo honró como Asociado de la Orden del Sol del Perú (grado benemérito).
Con la independencia declarada en 1821, Silva Aranda continuó en el ejército patriota. Cuando el Congreso Constituyente eligió presidente a José de la Riva-Agüero en 1823, Silva fue ascendido al grado de teniente coronel y nombrado gobernador interino del departamento de Huaylas en noviembre de 1820. Posteriormente, el 3 de marzo de 1823 obtuvo el rango de coronel del Ejército del Perú y formalmente asumió como presidente político de Huaylas. En esa función organizó unidades militares aportando numerosos recursos propios como reclutas, mulas y municiones para las campañas del sur y del Alto Perú.
Sin embargo, la lealtad de Silva Aranda a Riva-Agüero provocó tensiones con Simón Bolívar, quien había ingresado a Lima en 1823. Bolívar presionó para que se le uniese, llegando incluso a ofrecerle el grado de general, pero Silva rechazó la oferta por honor a sus ideales patrióticos. En represalia, el libertador lo acusó de irregularidades financieras y ordenó su detención en 1824. Aunque inicialmente fue absuelto por la justicia militar, Bolívar lo sometió a nuevo proceso, condenándolo a muerte y luego conmutando la pena a prisión.
Tras el fin de las guerras independentistas, Silva Aranda vivió en la más absoluta pobreza. En abril de 1828 se presentó ante el Estado reclamando reconocimiento por sus servicios, pero el Congreso lo ignoró durante años.  Entre 1828 y 1834, se desempeñó como prefecto del departamento de La Libertad. Finalmente, en 1845 se le otorgó una pensión mínima de retiro. En sus últimos años, residió en Santiago de Cao, donde dirigió un pequeño negocio. Falleció en Lima el 20 de noviembre de 1854 y fue sepultado en el Cementerio Presbítero Maestro.

## Reconocimiento
Por su labor patriótica durante la independencia, San Martín lo distinguió con la Orden del Sol del Perú en grado de Asociado en 1820. En la época republicana no recibió mayores homenajes, pero ya en el siglo XX el Ejército Peruano lo proclamó patrono del Arma de Inteligencia. La Escuela Militar de Chorrillos recuerda que Silva Aranda «obtuvo datos, planos y pormenores de las instalaciones y movimientos de las tropas realistas», méritos por los que fue oficializado como Patrón del Arma de Inteligencia del Ejército del Perú.
En Chiclayo, ciudad norteña perteneciente al departamento de Lambayeque, existe una urbanización denominada Remigio Silva en su honor. En la misma ciudad, también hay un colegio llamado de igual manera.